# 三語峰

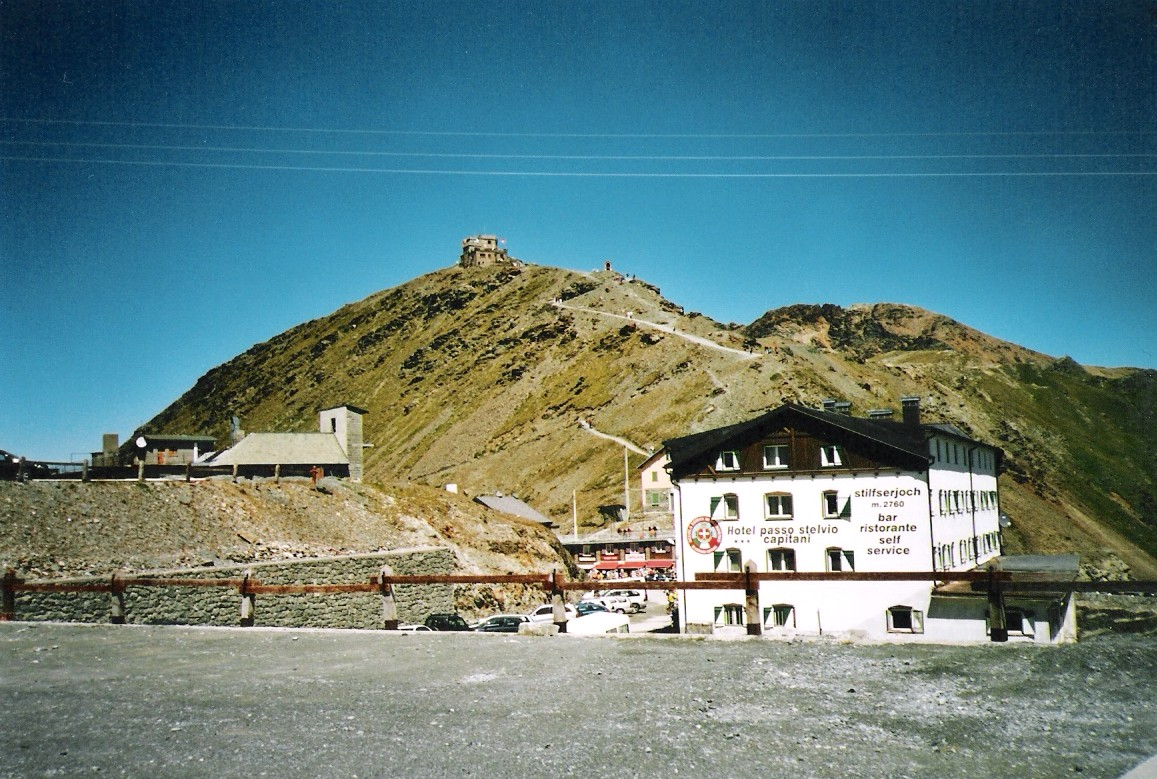

46°31′50″N 10°27′9″E / 46.53056°N 10.45250°E
三語峰（德語：Dreisprachenspitze）是中歐的山峰，位於意大利和瑞士接壤的邊境，屬於奥特莱斯山的一部分，海拔高度2,843米，每年平均降雨量1,357毫米。